# Eugeniusz Spittal
Eugeniusz Władysław Spittal (ur. 1 grudnia 1885 w Założcach, zm. 25 października 1957 w Gliwicach) – nauczyciel, działacz ruchu ludowego, poseł na Sejm RP z listy Polskiego Stronnictwa Ludowego "Piast" w latach 1922 - 1927.
Syn Tadeusza, urzędnika sądowego, i Joanny Markwart, córki administratora majtku ziemskiego. Miał ośmiororodzeństwa. Jednym z jego braci był Stanisław Spittal, major lekarz Wojska Polskiego. Po ukończeniu gimnazjum w Tarnopolu podjął studia na Wydziale Filozoficznym Uniwersytetu Lwowskiego. Po studiów pracował jako nauczyciel języka polskiego, łaciny i greki w gimnazjach w Stanisławowie, Lwowie i Tarnopolu. Od 1905 r. aktywny działacz ruchu ludowego. Po rozłamie w ruchu związał się z Polskim Stronnictwem Ludowym "Piast" Wincentego Witosa. W 1916 został aresztowany przez Rosjan i zesłany do Irkucka na Syberii, gdzie po rewolucji w 1917 pełnił funkcje prezesa Rady Wygnańczej i wiceprezesa Polskiej Gminy. Pracował też jako nauczyciel w tamtejszym Polskim Gimnazjum Realnym Koedukacyjnym, którego był współorganizatorem.  Do Polski powrócił w 1921, kontynuując pracę nauczycielką i działalność społeczną. W 1922 kandydował do Sejmu RP, zostając posłem z listy PSL "Piast". Mandat pełnił do 1927 r. Był przeciwnikiem Przewrotu Majowego, dokonanego przez Józefa Piłsudskiego. W 1931 r. wstąpił do Stronnictwa Ludowego, w 1937 organizował strajk chłopski w województwie tarnopolskim. W czasie II wojny światowej pod przybranym nazwiskiem ukrywał się w domu profesora Leona Marchlewskiego w Krakowie, angażując się w podziemne szkolnictwo. W 1946 zamieszkał w Gliwicach, gdzie pracował jako nauczyciel. Zaangażował się w wybory do Sejmu Ustawodawczego, wspierając PSL Stanisława Mikołajczyka. Z tego powodu od stycznia do maja 1947 był więziony przez UB. Pochowany na cmentarzu w Bojkowie. Zgodnie z jego wolą trumna wieziona była na wozie drabiniastym, otoczonym chłopską konną banderią.